# Emilie de Ravin
Emilie de Ravin (Mount Eliza, 27 dicembre 1981) è un'attrice ed ex ballerina australiana, nota principalmente per il ruolo di Belle in C'era una volta, l'ibrida umana-aliena Tess Harding in Roswell e la ragazza madre Claire Littleton in Lost.
Ha inoltre recitato nei film Santa's Slay, Brick - Dose mortale (2005), Le colline hanno gli occhi (2006), Nemico pubblico - Public Enemies (2009) e Remember Me (2010). Maxim l'ha inserita per tre volte nella lista delle 100 donne più belle: nel 2005 al 47º posto, l'anno dopo al 65° e nel 2008 al 68°.

## Biografia

### Primi anni
Emilie de Ravin (ˈɛməli də ˈrævɪn) è nata a Mount Eliza, periferia a sud di Melbourne, in Victoria, Australia, in una famiglia di origini francesi e britanniche. La minore di tre sorelle; ha ricevuto l'educazione scolastica in casa dalla madre e ha studiato balletto fin dall'età di nove anni presso la Christa Cameron School of Ballet. A quindici anni viene ammessa all'interno della Australian Ballet School.
Dopo aver preso parte a diverse produzioni dell'Australian Ballet e del Danceworld 301, inizia a studiare recitazione prima al National Institute of Dramatic Art in Australia e successivamente al Prime Time Actors Studio di Los Angeles.

### La carriera

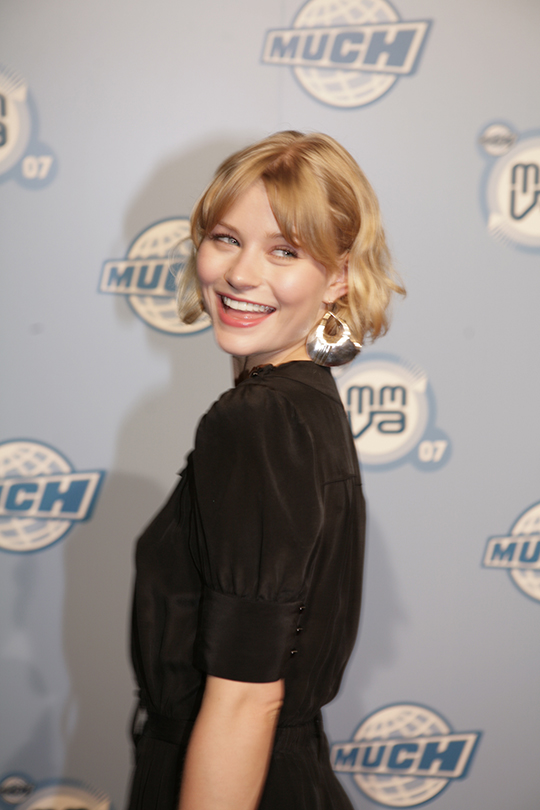
Emilie de Ravin al MuchMusic Video Awards del 2007.

Il primo ruolo importante nella carriera della de Ravin è quello ricorrente di una versione femminile di Curupira nella serie televisiva BeastMaster. In seguito, nel 1999, un mese dopo essersi trasferita a Los Angeles, ottiene, a soli 18 anni, la parte dell'ibrido umano-alieno Tess Harding in Roswell; interpretazione che la porta alla notorietà. Nel 2004 viene scritturata per interpretare Claire Littleton nella popolare serie ABC Lost. In merito al fatto se si aspettasse il successo riscosso dalla serie ha dichiarato: 
(Emilie de Ravin)
L'attrice è stata nel cast regolare della serie per tutte le prime quattro stagioni, svolgendo un'unica apparizione nella quinta e ritornando nella sesta ed ultima stagione.
Nel 2005 interpreta Emily Kostich, l'ex-ragazza eroinomane di Brendan Frye (Joseph Gordon-Levitt) nel film neo-noir Brick - Dose mortale; da cui ha dichiarato di essere stata conquistata al primo sguardo alla sceneggiatura per l'originalità e la profondità psicologica dei personaggi. Un anno dopo viene scritturata per uno dei ruoli principali de Le colline hanno gli occhi, remake dell'omonimo film del 1977. Nel 2007 Variety annuncia la presenza di de Ravin in Ball Don't Lie, pellicola proiettata in anteprima al Tribeca Film Festival del 2008 e uscito nelle sale statunitensi all'inizio del 2009 contemporaneamente al film di William Dear La partita perfetta che a sua volta la vede tra le file del cast. Successivamente compare in un piccolo cameo in Nemico pubblico - Public Enemies nei panni dell'impiegata bancaria Anna Patzke.
Avrebbe dovuto prendere parte a un film tratto dal videogioco Onimusha ma, dati i problemi a cui è dovuto andare incontro il produttore Samuel Hadida per completare Parnassus - L'uomo che voleva ingannare il diavolo in seguito alla morte di Heath Ledger, la data di lavorazione della pellicola è stata rimandata a tempo indeterminato ed il coinvolgimento dell'attrice è divenuto incerto. Nel 2010, recita al fianco di Robert Pattinson nel film drammatico Remember Me.
Nel 2012 gira, al fianco di Anthony LaPaglia, l'episodio pilota di una serie chiamata Americana, che tuttavia non viene presa da ABC. Dopo varie apparizioni nella prima stagione di C'era una volta nel ruolo di Belle, viene promossa nel cast regolare a partire dalla seconda.
Nel film finlandese di Samuli Valkama Love and Other Troubles, Emilie de Ravin ha il ruolo della protagonista, Sara, ragazza di cui si innamorano contemporaneamente un padre vedovo (Ville Virtanen) e suo figlio (Jussi Nikkilä).

## Vita privata
Nel 2003, Emilie de Ravin conosce l'attore Josh Janowicz, che sposa il 16 giugno dello stesso anno sebbene la proposta di matrimonio religioso le venga fatta tre anni dopo, a capodanno del 2005 e la cerimonia avvenga il 26 giugno 2006. I due si stabiliscono a Burbank assieme al barboncino dell'attrice Bella de Maria, chiamato come un'amica d'infanzia. Sei mesi dopo il matrimonio, de Ravin e Janowicz si separano per alcuni mesi, ma in seguito si riconciliano. Il 6 giugno 2009 viene annunciato che i due vivono separati da diversi mesi e stanno per firmare le carte del divorzio ma, a ottobre dello stesso anno, annullano le pratiche dopo aver fatto un viaggio insieme in Giappone. La riconciliazione dura fino al 1º novembre 2013, quando si separano per la terza volta arrivando a divorziare ufficialmente l'8 luglio 2014.
Il 1º agosto 2014 dichiara in un'intervista di aver intrapreso una relazione con Eric Billitch annunciando, il 2 ottobre 2015, via social media, di essere incinta della loro prima figlia: Vera Audrey de Ravin-Billitch, nata il 12 marzo 2016. Il 7 luglio 2016 de Ravin annuncia il suo imminente matrimonio con Billitch. Il 9 dicembre 2018 nasce il loro secondo figlio Theodore Kubrick de Ravin-Billitch.

## Filmografia

### Attrice

#### Cinema
- Brick - Dose mortale (Brick), regia di Rian Johnson (2005)
- Santa's Slay, regia di David Steiman (2005)
- Le colline hanno gli occhi (The Hills Have Eyes), regia di Alexandre Aja (2006)
- Ball Don't Lie, regia di Brin Hill (2008)
- La partita perfetta (The Perfect Game), regia di William Dear (2009)
- Nemico pubblico - Public Enemies (Public Enemies), regia di Michael Mann (2009)
- Operation: Endgame, regia di Fouad Mikati (2010)
- Remember Me, regia di Allen Coulter (2010)
- The Chameleon, regia di Jean-Paul Salomé (2010)
- Love and Other Troubles (Hulluna Saraan), regia di Samuli Valkama (2012)
- The Submarine Kid, regia di Eric Bilitch (2015)

#### Televisione
- BeastMaster – serie TV, 8 episodi (1999-2000)
- Roswell – serie TV, 28 episodi (2000-2001)
- Carrie, regia di David Carson – film TV (2002)
- NCIS - Unità anticrimine (NCIS) – serie TV, episodio 1x03 (2003)
- The Handler – serie TV, 2 episodi (2003-2004)
- CSI: Miami – serie TV, episodio 3x05 (2004)
- Lost – serie TV, 72 episodi (2004-2010)
- Due vite in gioco (High Noon), regia di Peter Markle – film TV (2008)
- Americana, regia di Phillip Noyce - film TV (2012)
- C'era una volta (Once Upon a Time) – serie TV, 117 episodi (2012-2018)
- Desideri proibiti (A Lover Scorned), regia di Roland Joffé – film TV (2019)

### Doppiatrice
- Lost: Via Domus - videogioco (2008)

## Doppiatrici italiane
Nelle versioni in italiano delle opere in cui ha recitato, Emilie de Ravin è stata doppiata da:
- Federica De Bortoli in Lost , Santa's Slay, Le colline hanno gli occhi, Remember Me, Due vite in gioco
- Rossella Acerbo in CSI: Miami
- Domitilla D'Amico in C'era una volta
- Federica Bomba in Brick - Dose mortale
- Barbara De Bortoli in La partita perfetta
- Maura Cenciarelli in Roswell
- Laura Latini in Carrie